# HandWallet
HandWallet је апликација за праћење прихода, расхода и буџета развијена у Израелу. Прва верзија апликације је била намењена за PDA и паметне телефоне који су радили на Windows Mobile, Palm, или Symbian, оперативном систему, али сада је развој апликације више посвећен верзији за Андроид (оперативни систем) оператвни систем.
Поред тога, постоји и верзија софтвера за личне рачунаре. Идеја HandWallet-а јесте да помогне појединцима и породицама да лакше управљају својим буџетом. Уз помоћ апликације корисници могу да прате расходе и приходе и самим тим да створе балансиран буџет. Такође постоји и могућност повезивања са одређеним бројем банака и компанија кредитних картица како би се на тај начин подаци унели аутоматски..